# Hemitripterus villosus
Hemitripterus villosus är en fiskart som först beskrevs av Pallas, 1814.  Hemitripterus villosus ingår i släktet Hemitripterus och familjen Hemitripteridae. Inga underarter finns listade i Catalogue of Life.